# 강조의 정변
강조의 정변(康兆의政變)은 강조가 1009년 목종을 폐위시킨 정변으로, 제2차 고려-거란 전쟁의 원인이 되었다.

## 배경
997년 고려 목종이 18세에 즉위하였으므로 모후인 천추태후가 섭정을 하게 되고, 귀양보냈던 천추태후의 정부(情夫) 김치양을 불러 들였다. 김치양은 합문통사사인(閤門通事舍人)에 임명되고 뒤이어 우복야겸삼사사(右僕射兼三司事)에 임명되는 등 권세를 잡았다. 목종이 후사가 없이 병석에 눕게 되자, 김치양과 천추태후는 그들 사이에 낳은 아들을 목종의 후계자로 삼으려고 음모하였다. 이를 눈치 챈 목종은 중추원 부사(副使) 채충순에게 김치양의 음모를 말하고 대량원군을 후계자로 삼아 사직을 타성(他姓)에 넘기지 않도록 부탁했다.

## 경과
1009년 1월, 목종은 급변하는 상황에 대비하기 위해 중추사 우상시 겸 서북면 도순검사인 강조에게 개경의 궁궐을 수비케 하였다. 이때 세간(世間)에서는 목종이 위독한 틈에 김치양 등이 나라를 빼앗으려 한다는 풍문이 돌았다.
이윽고 목종이 죽었다는 헛소문이 전해지자 강조는 별장(別將)을 시켜 대량원군 왕순(후일 현종)을 맞게 하고, 자기는 5,000명의 군사를 이끌고 개경으로 향했다. 강조는 평주(平州, 평산)에 이르러 왕이 아직 죽지 않았다는 것을 알고 한때 주저하다가 목종이 살아 있는 한 천추태후와의 관계로 김치양 일파를 제거할 수 없다고 판단, 왕의 폐위를 결심하고 개경으로 들어가 목종에게 퇴위를 강권하여 2월 3일 왕순을 왕으로 세웠다. 강조는 김치양 부자를 죽이고 천추태후와 목종을 귀양 보냈다. 강조는 목종을 양국공(讓國公)이라 하고 사람을 보내어 지키게 하였다.

## 결과
대량원군 왕순이 현종으로 즉위하였으며, 거란은 이 사건을 트집잡아서 1010년에 제2차 고려-거란 전쟁을 일으키게 된다. 목종과 천추태후는 귀법사(歸法寺)를 거쳐 충주(忠州)로 추방되었는데, 강조는 불안을 느껴 모자(母子)가 적성현(積城縣)에 이르렀을 때 사람을 보내어 목종을 살해했으며, 천추태후는 황주(黃州)로 도망가 거기에서 여생을 마쳤다.

## 같이 보기
- 제2차 고려-거란 전쟁
- 강감찬
- 하공진